# Бегень
Бегень (каз. Беген) — село в Бескарагайском районе Абайской области Казахстана. Административный центр Бегенского сельского округа. Находится примерно в 46 км к северо-западу от районного центра, села Бескарагай. Код КАТО — 633635100.

## Население
В 1999 году население села составляло 1740 человек (909 мужчин и 831 женщина). По данным переписи 2009 года в селе проживало 1579 человек (801 мужчина и 778 женщин).

## Известные уроженцы
- Толеген Мухамеджанович Мухамеджанов (род. 1946) — казахстанский композитор и общественный деятель.
- Ментай Смагулович Утепбергенов (1946—2016) — советский и казахстанский актёр кино, заслуженный артист Республики Казахстан.